# Markus Raetz

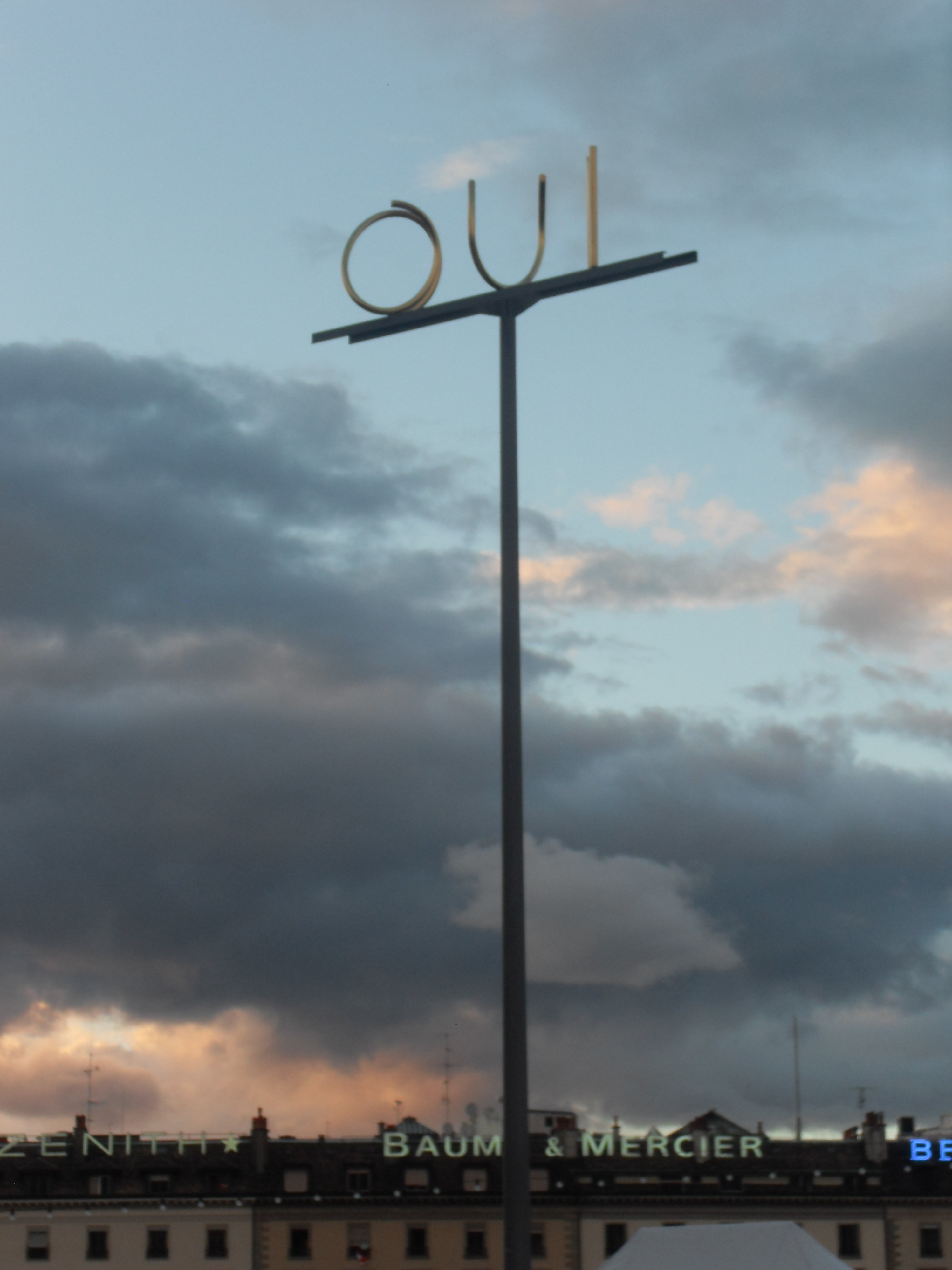
Markus Raetz: Ano

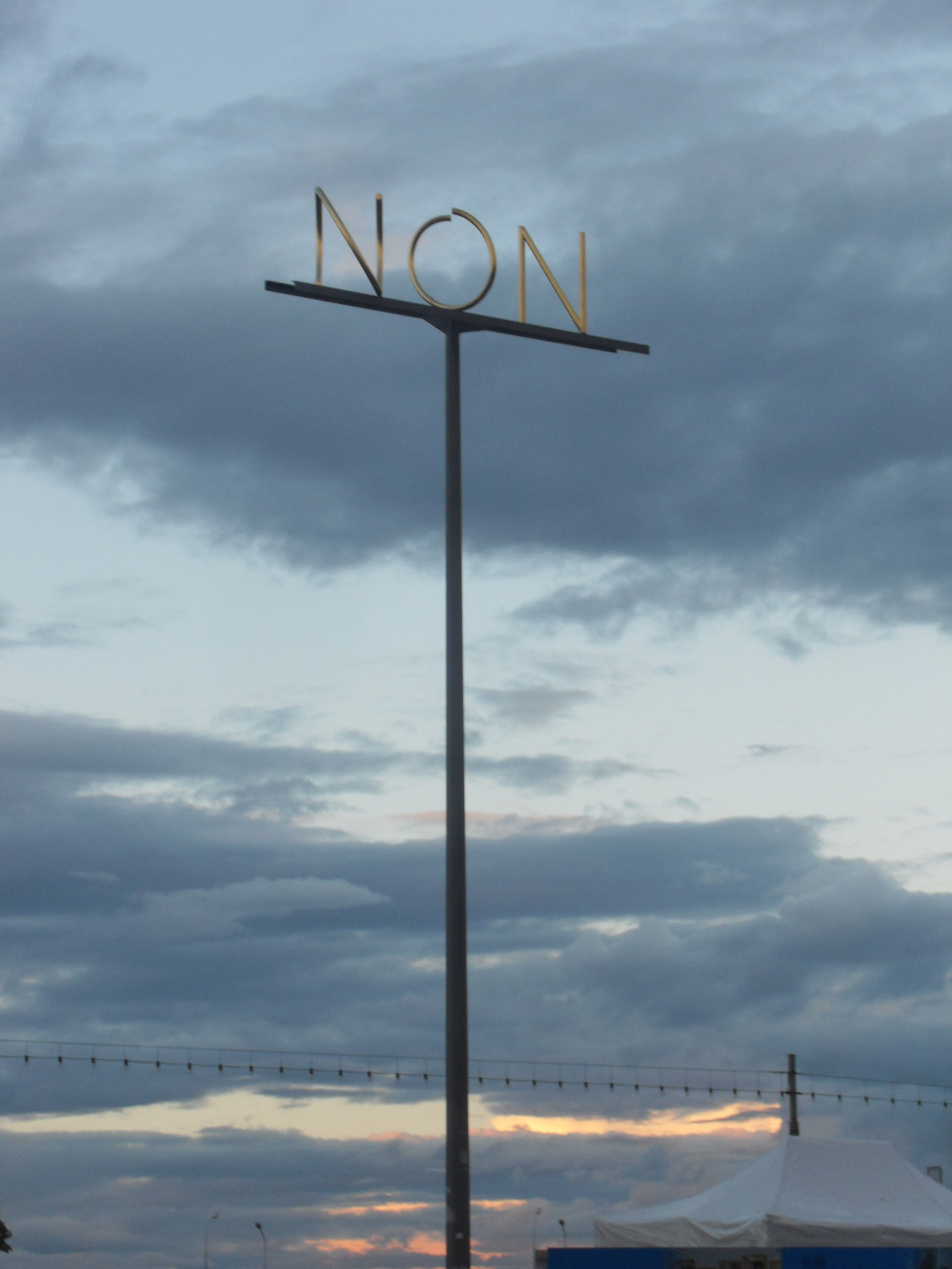
Markus Raetz: Ne

Markus Raetz (6. června 1941, Büren an der Aare, Švýcarsko – 14. dubna 2020, Bern) byl švýcarský malíř, sochař a fotograf.

## Život a dílo
Mezinárodní pozornosti se mu dostalo v roce 1969 prostřednictvím výstavy velkoformátových fotografií, které vytvořil společně s umělcem Balthasarem Burkhardem, které obsahovaly Raetzovy studie v měřítku 1:1. Burkhard a Raetz byli z prvních umělců na světě, kteří vystavili fotografie vytištěná přímo na plátna pomocí vlastní techniky.
Žil a pracoval v Bernu.

## Výstavy
Výběr výstav:
- 1968 documenta 4, Kassel
- 1969 Kunsthalle Bern, When Attitudes Become Form
- 1972 documenta 5, Kassel; Kunstmuseum Basel
- 1982 documenta 7, Kassel
- 1979 Stedelijk Museum Amsterdam
- 1982 Kunsthalle Basel
- 1986 Kölnischer Kunstverein, Kolín nad Rýnem; Kunsthaus Zürich; Moderna Museet, Stockholm
- 1988 Biennale di Venezia (Švýcarský pavilon)
- 2001 Museum für Moderne Kunst, Frankfurt nad Mohanem
- 2004 Kunstmuseum Bern, Sammlung Toni Gerber
- 2006 Carré d'art - Musée d'art contemporain de Nîmes (Francie); Kunsthaus Zürich, The Expanded Eye; Kunstmuseum Wolfsburg, Swiss Made 1
- 2008 Kunsthalle Bern, NO LEFTOVERS
- 2006 au Musée d'art contemporain de Nîmes (Francie)
- 2009 présentation v Grand Palais v Paříži de l'exposition Une image peut en cacher une autre : Arcimboldo, Dalí, Raetz
- 2011 Francouzská národní knihovna, 2011–2012.
- 2012 MUba Eugène Leroy, Tourcoing (Francie). Présentation d'estampes et sculptures de mars à juin 2012 au MUba Eugène Leroy de Tourcoing où une salle Markus Raetz a été créée v roce 1994.

## Díla ve veřejném prostoru
Výběr z děl:
- Socha v zahradě zámku Kerguéhennec, Mimi, 1985–1986, beton, sbírka Fonds national d'art contemporain

## Díla ve sbírkách
Výběr sbírek:
- Kunstmuseum Basel / Museum für Gegenwartskunst
- Museum für moderne Kunst, Frankfurt am Main
- Kunstmuseum Bern
- Kunstmuseum Solothurn
- Museum Abteiberg, Mönchengladbach
- Museum of Modern Art (MoMa), New York
- Schaulager Basel
- Kunstsammlung Centre PasquArt Biel